# Campionati del mondo Ironman del 1982 (febbraio)
I Campionati del mondo Ironman del febbraio 1982 hanno visto trionfare tra gli uomini lo statunitense Scott Tinley, davanti ai connazionali Dave Scott e Jeff Tinley.
Tra le donne si è laureata campionessa del mondo la statunitense Kathleen McCartney.
Entrambi i vincitori hanno registrato il tempo record nella competizione. Scott Tinley ha chiuso con un tempo di 9:19:41, abbassando di quasi cinque minuti il precedente record appartenente Dave Scott nell'edizione del 1980.
Kathleen McCartney ha chiuso con un tempo di 11:09:40, migliorando il record di più di dieci minuti, appartenente a Robin Beck nella competizione del 1980.
Si è trattata della 5ª edizione dei campionati mondiali di Ironman, che si tengono annualmente dal 1978. I campionati sono organizzati dalla World Triathlon Corporation (WTC).

## Ironman Hawaii - Classifica

### Uomini
| Pos. | Tempo    | Nome           | Paese       | Ripartizione tempi | Ripartizione tempi | Ripartizione tempi | Ripartizione tempi | Ripartizione tempi |
| Pos. | Tempo    | Nome           | Paese       | Nuoto              | T1                 | Bici               | T2                 | Corsa              |
| ---- | -------- | -------------- | ----------- | ------------------ | ------------------ | ------------------ | ------------------ | ------------------ |
|      | 9:19:41  | Scott Tinley   | Stati Uniti | 1:10:45            | 0:00               | 5:05:11            | 0:00               | 3:03:45            |
|      | 9:36:57  | Dave Scott     | Stati Uniti | 0:58:39            | 0:00               | 5:17:16            | 0:00               | 3:21:02            |
|      | 9:53:16  | Jeff Tinley    | Stati Uniti | 1:13:02            | 0:00               | 5:27:45            | 0:00               | 3:12:29            |
| 4    | 9:57:15  | Mark Sisson    | Stati Uniti | 1:18:18            | 0:00               | 5:21:23            | 0:00               | 3:17:34            |
| 5    | 10:02:37 | Reed Gregerson | Stati Uniti | 1:05:00            | 0:00               | 5:31:54            | 0:00               | 3:25:43            |
| 6    | 10:10:39 | Jeff Jones     | Stati Uniti | 1:03:40            | 0:00               | 5:33:27            | 0:00               | 3:33:32            |
| 7    | 10:13:51 | Greg Reddan    | Stati Uniti | 1:04:30            | 0:00               | 5:52:53            | 0:00               | 3:16:28            |
| 8    | 10:15:44 | Kim Bushong    | Stati Uniti | 0:58:29            | 0:00               | 5:08:11            | 0:00               | 4:09:04            |
| 9    | 10:17:18 | Thomas Boughey | Stati Uniti | 1:02:00            | 0:00               | 5:39:54            | 0:00               | 3:35:24            |
| 10   | 10:18:06 | Tom Warren     | Stati Uniti | 1:03:41            | 0:00               | 5:26:03            | 0:00               | 3:48:22            |

### Donne
| Pos. | Tempo    | Nome               | Paese       | Ripartizione tempi | Ripartizione tempi | Ripartizione tempi | Ripartizione tempi | Ripartizione tempi |
| Pos. | Tempo    | Nome               | Paese       | Nuoto              | T1                 | Bici               | T2                 | Corsa              |
| ---- | -------- | ------------------ | ----------- | ------------------ | ------------------ | ------------------ | ------------------ | ------------------ |
|      | 11:09:40 | Kathleen McCartney | Stati Uniti | 1:32:00            | 0:00               | 5:51:12            | 0:00               | 3:46:28            |
|      | 11:10:09 | Julie Moss         | Stati Uniti | 1:11:00            | 0:00               | 5:53:39            | 0:00               | 4:05:30            |
|      | 11:51:00 | Lyn Brooks         | Stati Uniti | 1:19:30            | 0:00               | 6:38:02            | 0:00               | 3:53:29            |
|      | 11:51:00 | Sally Edwards      | Stati Uniti | 1:36:30            | 0:00               | 6:30:06            | 0:00               | 3:44:24            |
| 5    | 11:57:58 | Cheryl Lloyd       | Stati Uniti | 1:23:31            | 0:00               | 6:01:50            | 0:00               | 4:32:38            |
| 6    | 11:57:58 | Claire McCarty     | Stati Uniti | 1:20:01            | 0:00               | 6:21:33            | 0:00               | 4:16:24            |
| 7    | 12:00:37 | Cherry Stockton    | Stati Uniti | 1:44:35            | 0:00               | 6:06:47            | 0:00               | 4:09:15            |
| 8    | 12:13:32 | Eva Oberth         | Stati Uniti | 1:19:48            | 0:00               | 6:27:41            | 0:00               | 4:26:03            |
| 9    | 12:19:53 | Ann Darlene Drumm  | Stati Uniti | 1:15:17            | 0:00               | 6:32:08            | 0:00               | 4:32:28            |
| 10   | 12:25:34 | Shawn Wilson       | Stati Uniti | 1:01:27            | 0:00               | 6:26:04            | 0:00               | 4:58:03            |